# Rosane Kaingang
Rosane Mattos Kaingang (? — Brasília, 16 de outubro de 2016) também chamada de Kokoj (do tupi: “beija-flor”) foi uma ativista indígena brasileira integrante da etnia Kaingang, considerada uma das lideranças indígenas mais respeitadas e influentes do Brasil.
Durante a sua trajetória, Rosane participou da fundação da Articulação dos Povos Indígenas do Brasil (Apib), da Articulação dos Povos Indigenas da Região Sul (ArpinSul) e do Conselho Nacional de Mulheres Indígenas (Conami). Entre os anos de 2005 e 2007, foi coordenadora geral de Desenvolvimento Comunitário na Fundação Nacional do Índio (FUNAI), onde desevolveu projetos para incentivar a organização política de mulheres indígenas.
Rosane Kaingand foi casada com Álvaro Tukano, uma das principais lideranças indígenas durante as décadas de 1980 e 1990. Morreu em 16 de outubro de 2016, vítima de um câncer. No dia 3 de junho de 2022, foi homenageada pela empresa Google, através de um Doodle presente na página inicial do mecanismo de busca oferecido pela companhia.

## Biografia
Rosane/Kokoj é descendente da etnia indígena Kaingang, presente na região Sul do Brasil. Foi casada com Álvaro Tukano, outra liderança indígena brasileira na década de 1980.
O nome indígena da ativista é Kokoj, que lhe foi dado em homenagem à sua bisavó, que morreu aos 120 anos, que em sua língua, Kokoj significa beija-flor.
Em junho de 1992, seu movimento começou oficialmente, ao participar da Conferência das Nações Unidas sobre Meio Ambiente e Desenvolvimento (ECO-92/Rio-92), que ocorreu na cidade do Rio de Janeiro.
Em setembro de 1995, foi umas das fundadoras do Conselho Nacional das Mulheres Indígenas (Conami).
Em 2001, juntou-se à Fundação Nacional do Índio (FUNAI), uma agência brasileira de proteção aos interesses e cultura indígena. Entre 2005 e 2007, foi coordenadora de Desenvolvimento Comunitário, de onde incentivou à organização política mulheres indígenas e apoiou projetos. Uma das responsáveis por uma missão do Conselho Nacional de Direitos Humanos (CNDH) que investigou as condições de vida e violações aos direitos dos indígenas da região Sul brasileira.
Em 2009, participou da fundação Articulação dos Povos Indígenas do Brasil (Apib). Em seguida trabalhou na articulação política da Arpinsul e da Apib, participando de reuniões, seminários, audiências e mobilizações das delegações indígenas, em especial a Mobilização Nacional Indígena e o Acampamento Terra Livre.
A ativista brasileira morreu aos 54 anos em 2016 após lutar contra um câncer durante três anos.

## Ver tambem
- Azelene Kaingang
- Ângelo Kretã
- Vãngri Kaingáng
- Terras indígenas do Brasil